# El repte de la Sofia
El repte de la Sofia (títol original, Levante) és una pel·lícula dramàtica del 2023 coescrita i dirigida per Lillah Halla. La pel·lícula se centra en la Sofia (Ayomi Domenica Dias), una jugadora de voleibol de 17 anys al Brasil que està a punt de rebre una beca esportiva, quan inesperadament es queda embarassada i ha de lluitar per trobar la manera d'avortar, tenint present la situació política i legal del país. SEl repartiment secundari inclou Loro Bardot, Grace Passô, Gláucia Vandeveld, Rômulo Braga i Larissa Siqueira. S'ha doblat i subtitulat al català.
La pel·lícula també aborda temes secundaris sobre l'estat de les comunitats LGBTQ al Brasil; la mateixa Sofia surt amb una de les seves companyes de l'equip, i la lluita per la igualtat es representa es veu representada per la reivindicació de la Sofia per l'elecció reproductiva. És el primer llargmetratge de Halla, i es va gestar com una coproducció internacional d'empreses del Brasil, França i l'Uruguai després que el seu finançament inicial fos anul·lat en una onada de retallades en les arts per motius polítics per part del govern de Jair Bolsonaro.
La pel·lícula es va estrenar dins del programa de la Setmana de la Crítica del Festival de Canes de 2023, on va ser la guanyadora del Premi FIPRESCI de seccions paral·leles i va ser nominada a la Palma Queer. Al Festival de Nou Cinema de Montreal de 2023, va ser la guanyadora del premi inaugural Fierté Montréal a la millor pel·lícula de temàtica LGBTQ de la programació del festival.